# خوسيه دينيس كوندي
خوسيه دينيس كوندي (بالإسبانية: José Denis Conde)‏ هو لاعب كرة قدم أوروغواياني، ولد في 2 يناير 1971 في مونتفيدو في الأوروغواي. لعب مع ديفينسور سبورتينغ.

## وصلات خارجية
- خوسيه دينيس كوندي على موقع قاعدة بيانات كرة القدم.إي يو (الإنجليزية)